# Dmîtrivka, Teofipol
Dmîtrivka (în ucraineană Дмитрівка) este un sat în comuna Kuncea din raionul Teofipol, regiunea Hmelnîțkîi, Ucraina.

## Demografie
Componența lingvistică a localității Dmîtrivka
     Ucraineană (99,58%)
     Alte limbi (0,42%)
Conform recensământului din 2001, majoritatea populației localității Dmîtrivka era vorbitoare de ucraineană (99,58%), existând în minoritate și vorbitori de alte limbi.